# Alan B. Fowler
Alan Bicksler Fowler (* 15. Oktober 1928 in Denver, Colorado; † 4. August 2024 in Pittsburgh, Pennsylvania) war ein US-amerikanischer Festkörperphysiker. Er war Teil des Teams, dem 1966 der Nachweis eines zweidimensionalen Elektronengases und dessen Quanteneigenschaften in Halbleitern gelang.
Fowler leistete 1946 bis 1948 und 1952/53 Wehrdienst in der US Army, wo er am Labor des Signal Corps in Camp Evans, New Jersey arbeitete. Er studierte am Rensselaer Polytechnic Institute mit dem Bachelor-Abschluss 1951 und dem Master-Abschluss 1952. Danach forschte er ab 1953 bei Raytheon (während er gleichzeitig in Harvard an seiner Promotion arbeitete) und ab 1958 bei IBM. Im Jahr 1958 wurde er an der Harvard University in Angewandter Physik promoviert. Er wurde IBM Fellow, hatte bei IBM verschiedene Managementpositionen und ging 1993 offiziell bei IBM in den Ruhestand (Emeritus-Status).
John Robert Schrieffer hatte 1956 Quanteneffekte beim Elektrontransport aufgrund der zweidimensionalen Geometrie in Metall-Isolator-Halbleiter-Strukturen (MOS) vorhergesagt, der Nachweis gelang aber erst Fowler, Frank Fang, Phillip J. Stiles und Webster Eugene Howard (* 1934) bei IBM 1966 durch Anlegen starker Magnetfelder.
1988 erhielt er mit Frank Fang und Phillip J. Stiles den Oliver E. Buckley Condensed Matter Prize. 1981 erhielt er die Wetherill Medal des Franklin Institute mit Fang, Howard, Stiles und Frank Stern. 1990 wurde er Fellow der National Academy of Sciences und er ist Fellow der National Academy of Engineering, der American Academy of Arts and Sciences und auswärtiges Mitglied der Royal Society. Außerdem war er IEEE-Fellow und Fellow der American Physical Society.